# ヒポグリシン
ヒポグリシン（hypoglycin、ヒポグリシンA）は、ライチやアキー (Blighia sapida) に含まれる天然有機化合物の一つである。特に果実に蓄積されている。ヒポグリシンは摂取した場合毒性を示し、ジャマイカ嘔吐病の原因物質である。アミノ酸の一種であり、リシンと構造が似ている。ヒポグリシンはリシンの異化に使われる酵素に競合的に結合する。これがヒポグリシンやその代謝物であるMCPA（メチレンシクロプロピル酢酸）が毒性を示す理由である。
代謝物のMCPAもまたアシルCoAデヒドロゲナーゼの強力な阻害剤であり、脂肪酸の代謝を妨げる。ヒポグリシンA摂取による症状は、長期の絶食に対する不耐性（グルコースから脂肪酸酸化へとエネルギー産生経路を切り替えることができないため）、ケトン生成障害、嘔吐、けん怠感、意識消失、昏睡、死、ジカルボン酸の尿中排泄の増加（ERで起こるω酸化のため）である。
米国疾病管理予防センター(CDC)がライチ果実が関係した疑似ウイルス脳炎の推定原因を発表した。また、ピポグリシンはムクロジ科の果実（レイシ、ランブータン、リュウガン等）やアキーなどに含まる。